# Бруно Женезіо
Бруно́ Женезіо́ (фр. Bruno Génésio, нар. 1 вересня 1966, Ліон) — французький футболіст, що грав на позиції півзахисника. По завершенні ігрової кар'єри — тренер. З червня 2024 року очолює тренерський штаб клубу «Лілль».

## Ігрова кар'єра
Народився 1 вересня 1966 року в місті Ліон. Вихованець футбольної школи клубу «Ліон». Дорослу футбольну кар'єру розпочав 1985 року в основній команді того ж клубу, в якій провів більшу частину своєї ігрової кар'єри, взявши участь у 171 матчі чемпіонату. Більшість часу, проведеного у складі «Ліона», був основним гравцем команди. Також у сезоні 1993/94 грав за «Ніццу»  у другому дивізіоні на правах оренди.
Завершив професійну ігрову кар'єру у клубі «Мартіг», за команду якого виступав протягом сезону 1995/96 років.

## Кар'єра тренера
Розпочав тренерську кар'єру невдовзі по завершенні кар'єри гравця, 1999 року, очоливши тренерський штаб нижчолігового клубу «Вільфранш», де пропрацював з 1999 по 2001 рік.
Після цього працював асистентом у «Безансоні», а 2005 року очолив цей клуб. Втім клуб показував посередні результати і Женезіо був звільнений вже через вісім місяців.
2011 року став асистентом Ремі Гарда у «Ліоні», а після звільнення останнього у 2014 році займав аналогічну посаду у його наступника Юбера Фурньє. 24 грудня 2015 року Бруно Женезіо став головним тренером «Ліона» після звільнення Фурньє. У першому сезоні Женезіо став з командою віце-чемпіоном Франції і залишився працювати з командою. У квітні 2019 оголосив про рішення залишити клуб після завершення сезону в червні.
З липня 2019 працював головним тренером китайського клубу «Бейцзін Сінобо Гоань», який залишив у січні 2021 року.
4 березня 2021 року очолив команду «Ренна».